# Mníšek (Libereci járás)
Mníšek település Csehországban, Libereci járásban. Mníšek Bedřichov, Oldřichov v Hájích, Frýdlant, Nová Ves, Hejnice és Liberec településekkel határos. Lakosainak száma 1780 fő (2024. január 1.).

## Népesség
A település lakosságának változását az alábbi diagram mutatja:
| Lakosok száma | 2385 | 2468 | 2030 | 1210 | 952  | 1063 | 1528 | 1571 | 1694 | 1780 |
|               | 1869 | 1890 | 1921 | 1950 | 1980 | 2001 | 2017 | 2019 | 2022 | 2024 |